# Municipio de North Otter
El municipio de North Otter (en inglés: North Otter Township) es un municipio ubicado en el condado de Macoupin en el estado estadounidense de Illinois. En el año 2010 tenía una población de 816 habitantes y una densidad poblacional de 8,67 personas por km².

## Geografía
El municipio de North Otter se encuentra ubicado en las coordenadas 39°28′43″N 89°52′11″O / 39.47861, -89.86972. Según la Oficina del Censo de los Estados Unidos, el municipio tiene una superficie total de 94.15 km², de la cual 92,39 km² corresponden a tierra firme y (1,86 %) 1,75 km² es agua.

## Demografía
Según el censo de 2010, había 816 personas residiendo en el municipio de North Otter. La densidad de población era de 8,67 hab./km². De los 816 habitantes, el municipio de North Otter estaba compuesto por el 97,79 % blancos, el 0,37 % eran amerindios, el 0,37 % eran asiáticos, el 0,12 % eran de otras razas y el 1,35 % eran de una mezcla de razas. Del total de la población el 0,25 % eran hispanos o latinos de cualquier raza.